# Burgrest Kastelberg

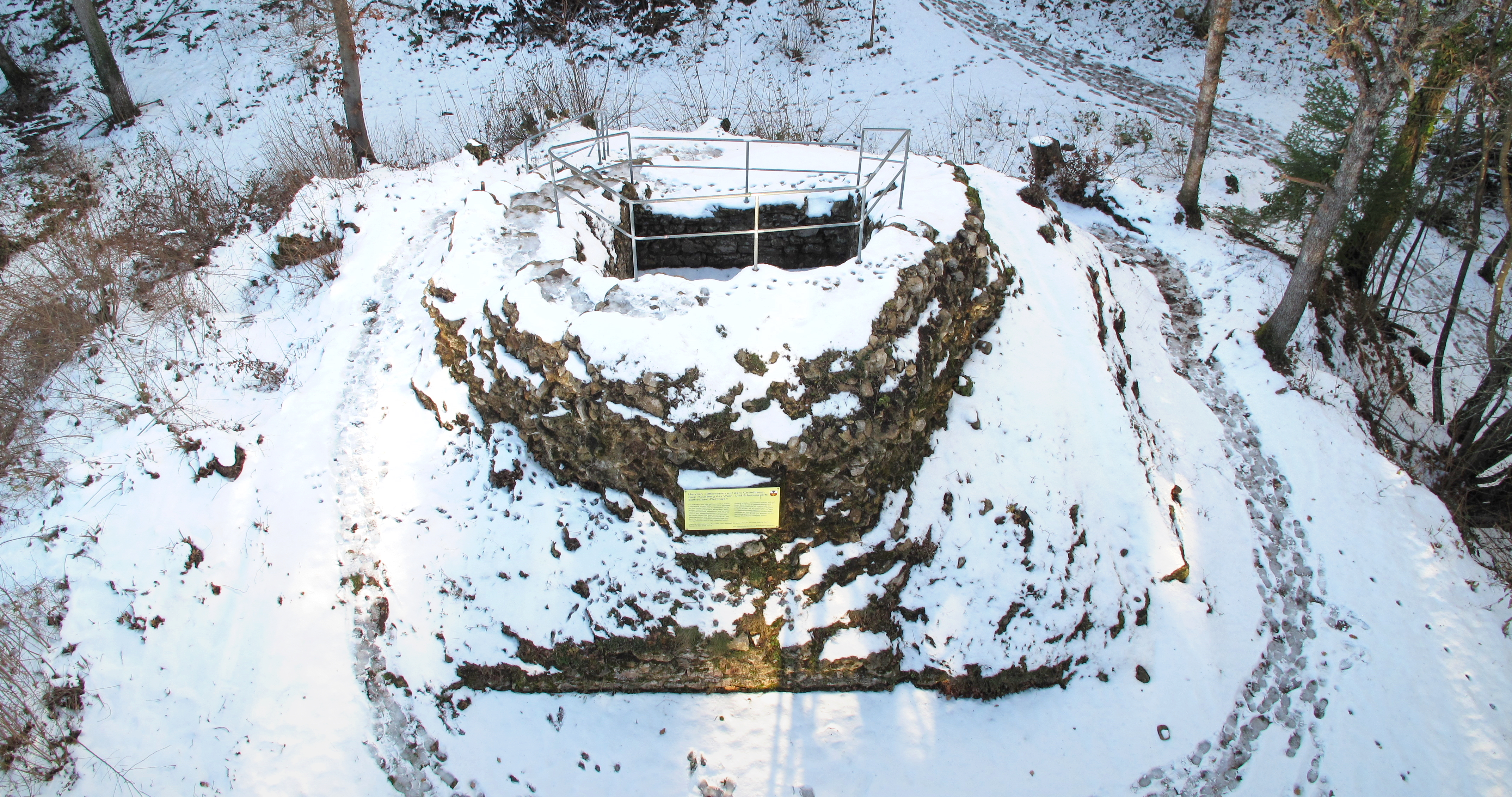
Blick von der Aussichtsplattform auf den Turmrest

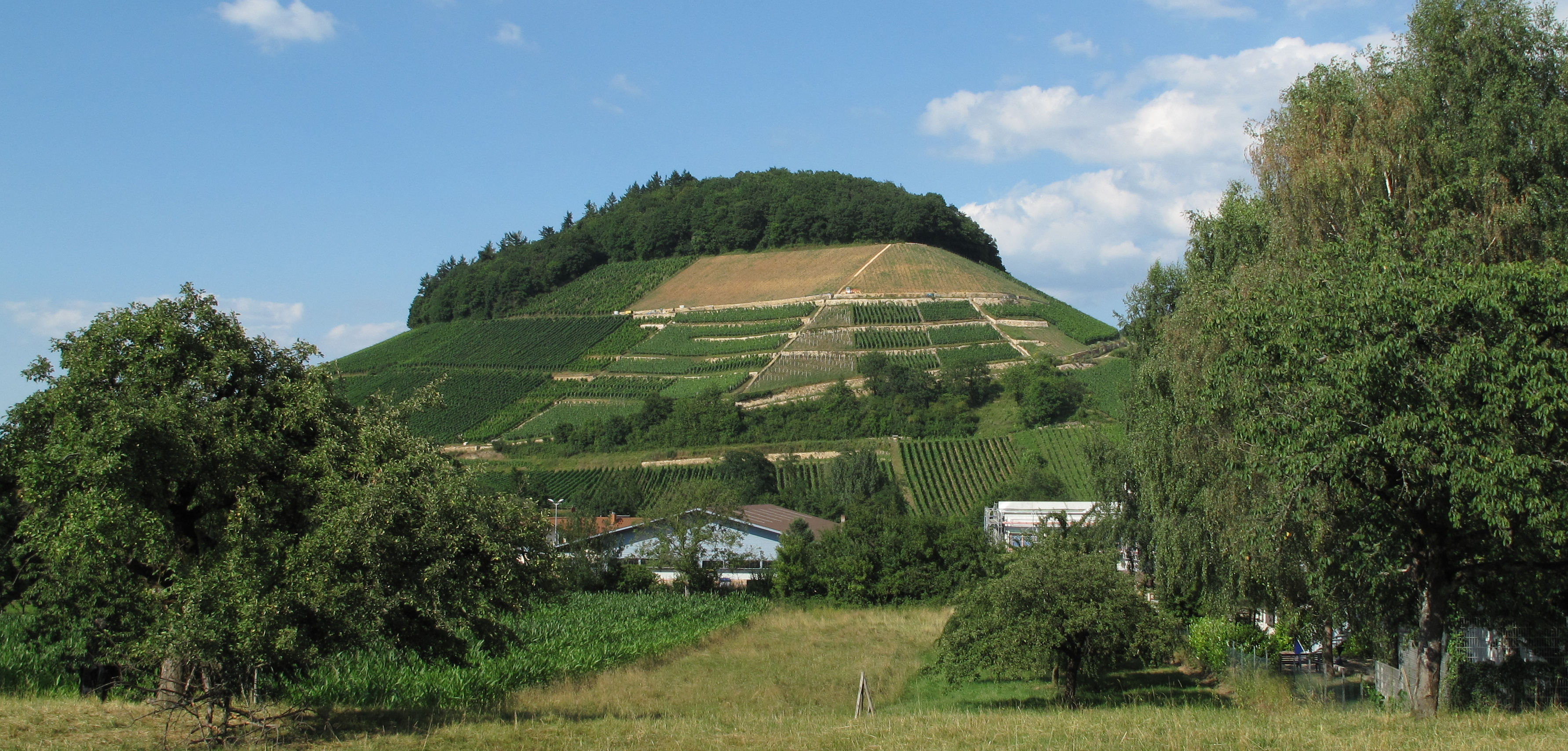
Castellberg von Südwesten

Der Burgrest Kastelberg ist die Ruine einer Höhenburg auf dem 439,5 m ü. NHN hohen, zu Ballrechten-Dottingen gehörenden Bergkegel Castellberg. Sie befindet sich 1200 Meter nordwestlich der Kirche St. Cyriak der Stadt Sulzburg im Landkreis Breisgau-Hochschwarzwald in Baden-Württemberg.

## Geschichte

### Vorgeschichte
Scherbenfunde am Castellberg belegen dortige „Ansiedlungen während der Bronzezeit, der Urnenfelderkultur und der Hallstattzeit“, und bereits „in vorgeschichtlicher Zeit wurde der gesamte Berg mit einer Wallanlage befestigt“. Entgegen auch anders lautenden Internet-Texten konnte bisher eine römische Besiedelung des Bergs nicht bestätigt werden.

### Mittelalter und Neuzeit
Die Burg wurde im 12. Jahrhundert erbaut, möglicherweise von den Herren von Üsenberg, die in Anbetracht der Burg Sulzburg als Besitzer einer Burg auf dem Kastelberg in Frage kommen. Der Burgerrichtung ging eine vermutlich prähistorische bronze- und früheisenzeitliche Höhensiedlung, möglicherweise eine keltische Fliehburg, voraus, von der ein Abschnittswall mit vorgelagertem Graben im Gelände unweit der Burgstelle zeugt. Der mittelalterliche Burgplatz liegt auf der sanften Kuppe des Höhenrückens des Castellbergs.

### Burganlage
Eingefasst von einem ca. 7 m tiefen und bis zu 8 m breiten Ringgraben, erhebt sich das rund 36 × 16 m große, rechteckige Burgplateau. In seinem Nordteil hat sich ein etwa fünf Meter hoher Turmstumpfrest mit einer Grundfläche von etwa 10 × 10 m und 3,6 Meter starkem Mauerwerk erhalten. Die vier Ecken dieses ehemaligen Bergfrieds sind in etwa nach den vier Himmelsrichtungen orientiert. Der Turminnenraum zeigt noch die aus bis zu 0,5 m großen regelhaften Kalkbruchsteinmauerblöcken ausgeführte Innenverkleidung. Aufzeichnungen aus dem 19. Jahrhundert belegen ein weiteres, wohnturmartiges Gebäude am südlichen Ende der Anlage.

### Castellbergturm
In unmittelbarer Nachbarschaft zu den Burgresten befindet sich der Castellbergturm, ein stählerner Aussichtsturm auf dem Castellberg, der am 2. September 1962 vom Schwarzwaldverein, Ortsgruppe Sulzburg, eingeweiht wurde, mit gutem Ausblick auf die Rheinebene und das Markgräflerland, jedoch ohne Rundumblick. Burgreste und Aussichtsturm sind frei zugänglich.

## Castellberg und Fohrenberg
Der Castellberg zählt zu den Schwarzwaldvorbergen, ebenso wie die ähnlich bewachsene, rund 1 km Luftlinie nördlich vom Castellberg gelegene Nachbarkuppe namens Fohrenberg, 432,3 m ü. NHN hoch. Um den Castellberg führt ein etwa 2,5 km langer Rundweg, wohingegen der Panoramarundweg um den Fohrenberg rund 6 km Länge misst. Die Castellbergkuppe ist Naturschutzgebiet und umfasst etwa 10 Hektar. Sie ist bewaldet, und die sonnigen Süd- und Westhänge des Castellbergs werden für Rebflächen genutzt. Weinbau ist dort seit über 1000 Jahren belegt. Die Rebbauflächen sind seit 1784 – seit und durch Markgraf Karl-Friedrich – bis heute weitgehend gleich geblieben. 16,5 ha der Rebfläche am Castellberg sind Steillage, die restlichen 148,5 ha Hanglage. Der Boden ist mittelschwer, bestehend aus sandhaltigem, kalkhaltigem Lehm. An Rebsorten gibt es Gutedel, Müller-Thurgau, Burgundersorten und Gewürztraminer.
Trockenmauern und zum Teil relativ lange, steile Steintreppen finden sich in den Südlagen des Berges. Der Arbeitskreis für Natur und Umwelt sowie die Gemeinde Ballrechten-Dottingen haben die sanierungsbedürftigen Trockenmauern und Treppen insbesondere 2009 umfassend saniert. Vor allem im nicht kultivierten Bereich finden sich seltene „Gehölz- und Halbtrockenrasengesellschaften wie Flaumeichen, Dürrwurz, Immenblatt, Akelei, Seidelbast, Elsbeeren und Mehlbeeren“, außerdem aus der Familie der Orchideen Nestwurz, Helmknabenkraut, rotes und weißes Waldvögelein, Pyramidenorchis, Stendelwurzen, Mücken-Händelwurz und großes Zweiblatt.
Die Gottesanbeterin soll im Spätsommer beobachtbar sein. Es gibt hier öfter Vorkommen seltener Vogelarten wie Grasmücken, Neuntöter und Wendehals. Der Castellberg ist gut durch Wege und Rundwege erschlossen – in den Weinbergen mit schöner Aussicht in die Umgebung.

## Gerichtseiche

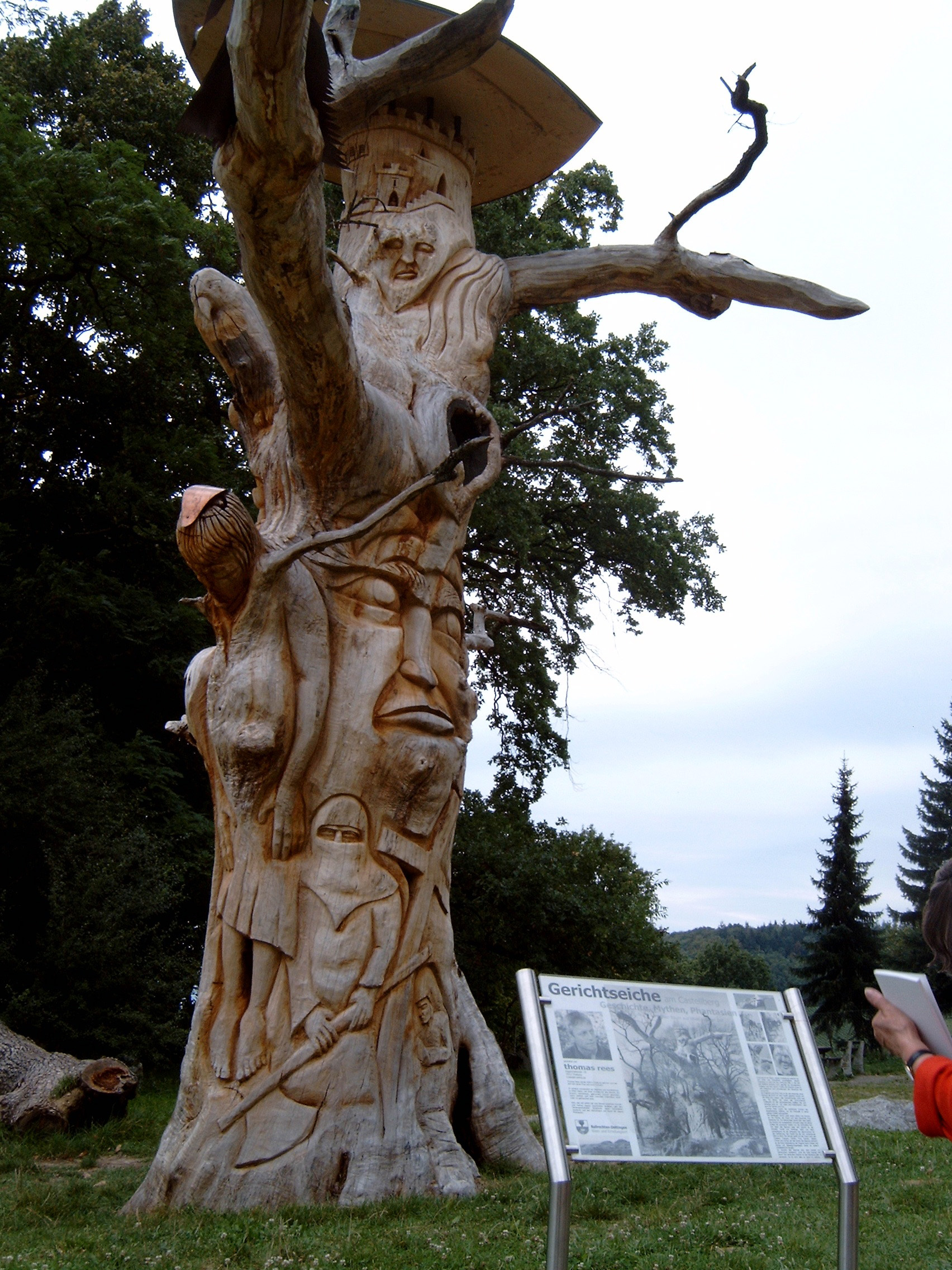
Die unzerstörte Gerichtseiche (2007)

Eine touristische Besonderheit ist die Gerichtseiche beim Wanderpark- und Waldspielplatz an der Castellberg-Hütte, nahe den Castellhöfen, ca. 500 m nordöstlich der Burg. Die Eiche ist über 400 Jahre alt und – weil krank – auf ca. 7 m Höhe gekürzt und vom Freiburger Künstler und Holzbildhauer Thomas Rees, die natürlichen Formen nutzend, künstlerisch gestaltet (Fertigstellung zum 1. Mai 2007). „Der Stamm hat einen Umfang von 7 m und einen Durchmesser von 2 m, die unteren 2 m sind hohl.“ Dargestellt sind ein Gehängter, flankiert von seinem Henker, einem Kreuz und einer trauernden Frau, einem wartenden Rabenvogel und einem Drachen mit zweigeteiltem Schwanz, der mit seinen Krallen die schwarzen Seelen von der Richtstätte fortträgt, der Geist des Baumes als Gesicht an der Ostseite, Teufel und Schlange, Apfel, Kelch als biblische Symbole, ein mit der Hand nach Trauben greifender Winzer sowie Treppen, Höhlen, Tore, Fenster, Hütten, Türme und Zinnen auf der Spitze des Baumes, als Erinnerung an die frühe Besiedelung der Gegend durch Kelten und Römer mit deren Befestigungsanlagen und Burgen.
In der Silvesternacht 2016/17 wurde die Gerichtseiche durch Vandalismus zerstört, indem im Inneren Böller gezündet wurden. Zwei Drittel des Werkes wurden zerstört, die unteren zwei Meter sind dabei völlig verbrannt. Der Künstler will aus den Resten etwas Neues gestalten.